# Vincenzo Mario Palmieri

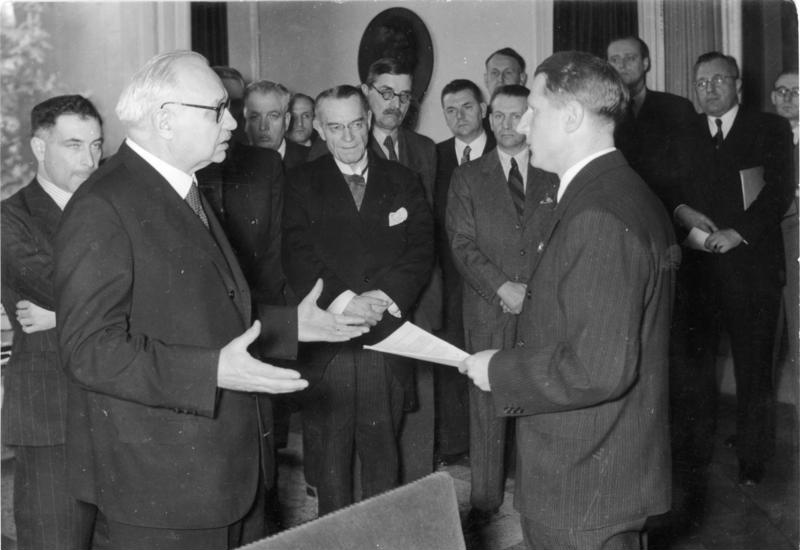
Prof. Palmieri na spotkaniu członków Międzynarodowej Komisji z ministrem zdrowia Rzeszy w Berlinie, 1943 r. (Prof. Palmieri stoi 1. od lewej)

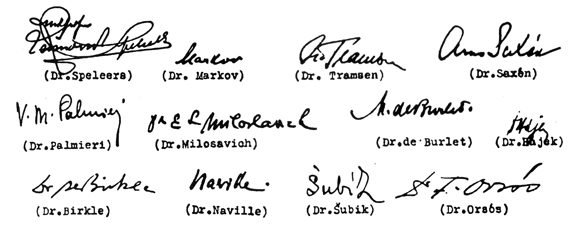
Podpis prof. Palmieri pod protokołem końcowym Międzynarodowej Komisji Katyńskiej, 1943 r.

Vincenzo Mario Palmieri (ur. 1899, zm. 1994) – włoski profesor medycyny sądowej, jeden z dwunastu lekarzy, którzy w kwietniu 1943 r. udali się w składzie Międzynarodowej Komisji do Katynia, aby osobiście dokonać sekcji zwłok zamordowanych polskich oficerów i ustalić czas popełnienia zbrodni.

## Życiorys
Vincenzo Mario Palmieri urodził się w 1899 r. 25 lipca 1922 r. ukończył studia medyczne na Uniwersytecie w Neapolu, a w 1923 r. został asystentem w Instytucie Medycyny Sądowej na Uniwersytecie w Neapolu. W 1927 r. uzyskał stopień docenta. Kontynuował studia specjalistyczne z zakresu medycyny sądowej i histologii w Lyonie, Wiedniu, Strasburgu i w Berlinie. W 1935 r. w wyniku konkursu objął katedrę medycyny sądowej na Uniwersytecie w Sassari, gdzie prowadził zajęcia w latach 1935-1936, a następnie w Bari w latach 1936-1941. Od 1941 r. pracował w Instytucie Medycyny Sądowej na Uniwersytecie w Neapolu. W 1943 r. wziął udział w pracach Komisji Międzynarodowej w Katyniu i złożył swój podpis pod protokołem końcowym obwiniającym ZSRR za mord na polskich oficerach. Napisał również raport dotyczący przeprowadzonych badań w Katyniu i wydał go drukiem w Rzymie w lipcu 1943 r. w "La Vita Italiana" (Risultati dell'inchiesta nella foresta di Katyn). Z tego powodu był po zakończeniu wojny zaciekle atakowany przez włoskich komunistów, którzy na zlecenie Sowietów organizowali przeciw niemu demonstracje, usiłując usunąć dr. Palmieri z zajmowanego stanowiska na Uniwersytecie w Neapolu, i podburzali przeciw niemu studentów. Szkalowano go i oskarżano o kolaborację z hitlerowcami nazywając sługusem nazistów. Ostrą nagonkę prowadziła przeciwko niemu prasa komunistyczna, w szczególności L'Unità. Kampania zastraszania i terroru skierowana przeciw prof. Palmieri doprowadziła do poważnych obaw o jego bezpieczeństwo, szczególnie po tajemniczej śmierci w 1947 r. francuskiego obserwatora również przebywającego z Komisją Międzynarodową w Katyniu w 1943 r. Pomimo tego, w latach 1951-1952 wziął udział w przesłuchaniach Komisji Senatu USA w sprawie zbrodni katyńskiej, potwierdzając winę Sowietów.
Prof. Palmieri przeszedł na emeryturę w 1974 r. W latach 1923–1973 opublikował 289 prac naukowych z zakresu medycyny, ze szczególnym uwzględnieniem zagadnień z zakresu medycyny sądowej, toksykologii, kryminologii, tanatologii, chirurgii urazowej i innych. Był członkiem wielu międzynarodowych towarzystw medycznych, jak np. Belgijskiego Towarzystwa Medycyny Sądowej i Kryminologii, Niemieckiego Towarzystwa Medycyny Sądowej i Socjalnej, Brazylijskiej Akademii Antropologii Kryminalnej i innych. Był również prezesem Akademii Nauk Medycznych i Chirurgii w Neapolu. Odznaczony kilkoma medalami, m.in. złotym Medalem Zasług dla Kultury, Szkolnictwa i Sztuki i złotym Medalem Zasług dla Zdrowia Publicznego. W 1978 r. prof. Palmieri spotkał się z Gustawem Herlingiem-Grudzińskim, któremu pokazał dokumentalny materiał fotograficzny z Katynia znajdujący się w jego posiadaniu i zdał relację ze swego pobytu na miejscu kaźni polskich oficerów.
Profesor Palmieri zmarł 23 grudnia 1994 r.

## Życie prywatne
Jego żoną była Szwajcarka, baronowa Erna Irene von Wattenwyl, którą dr Palmieri poznał w 1924 r. w Genewie. Pobrali się w nuncjaturze apostolskiej w Bernie 20 września 1930 r. Państwo Palmieri mieli troje dzieci: Raffaele (syn), Elisabetta i Lina (córki).